# Baldur Sigurðsson
Baldur Sigurðsson (Reykjavík, 24 aprile 1985) è un ex calciatore islandese, di ruolo centrocampista.

## Carriera

### Club
Sigurðsson ha cominciato la carriera con la maglia del Völsungur. Successivamente ha militato nel Keflavík, per poi passare ai norvegesi del Bryne. Ha debuttato nella 1. divisjon il 9 settembre 2007, nella vittoria per 3-0 sull'HamKam. La settimana seguente, ha segnato la prima rete per il club e ha contribuito al successo per 1-2 sul campo dello Skeid.
Lasciato il club, è tornato in patria per giocare nel KR Reykjavík. Il 18 novembre 2014 è stato reso noto il suo passaggio ai danesi del SønderjyskE, a cui si è legato con un contratto valido dal 1º gennaio 2015.

### Nazionale
Sigurðsson conta 3 presenze per l'Islanda.

## Palmarès

### Club

#### Competizioni nazionali
- Campionato islandese: 1

KR Reykjavík: 2011
- Coppa d'Islanda: 4

KR Reykjavík: 2011, 2012
Stjarnan: 2018
- Coppa di lega islandese: 2

KR Reykjavík: 2010, 2012
- Supercoppa d'Islanda: 1

KR Reykjavík: 2012